# PS/ValuePoint
PS/ValuePoint（ピーエスバリューポイント）は、IBMが1992年から発売していた、低価格のパーソナルコンピュータのシリーズである。日本では発売されていない。

## 呼称
正式名称はPS/ValuePoint、略称は「PS/VP」である。日本の「PS/V」と紛らわしいが別シリーズである。
「PS/2」「PS/1」のネーミングを受け継ぎながらも「Value = お買い得」を前面に出したネーミングといえる。

## 概要
PC/AT互換機市場への対抗策として、従来からのビジネス向け高級路線のPS/2と、家庭向け入門路線のPS/1に加えて、ビジネス・一般向けの低価格量販市場に対して投入されたシリーズである。製品にIBMの付加価値はほとんど見られないため「IBMが販売するPC/AT互換機」と呼ばれた。日本ではほとんど見ることが無い。
モデルにより以下を搭載した。
- CPUは、386SLC、486SX、486DX、486DX2、Pentiumなど
- バスは、ATバス（ISA）、VLバス、PCI（ATバス併用）など
- グラフィックは、SVGA（CL5222、ET4000、S3 Vision864など）
- プリインストールOSは、PC DOS 5、PC DOS6/Windows 3.1、OS/2 2.0、OS/2 2.1、なし、など

PS/2やPS/1などとも同様に、他メーカーのPC/AT互換機と比較すると以下の特色がある。
- DOSはPC DOSであり、OS/2プリインストールモデルも多い
- 486DX2、DX4など、IBMカスタマイズ版CPUが多い（IBMは486までの製造権を持っており、またPowerPC戦略もあり、Pentiumへの移行に抵抗していたため）

なお日本のPS/Vは型番が「24xx」であり、PS/ValuePointの型番（63xx、64xx）とは異なるが、時期的・内容的に影響を受けていると思われる。
1995年には販売終了した。後継はIBM PC Seriesの300シリーズである。ただしIBM PC 300はPS/2下位モデルの後継でもあるため、格安シリーズであるPS/ValuePointの系列は、この1シリーズで消えたともいえる。

## モデル
主なモデルは以下がある。
- 1992年
  - 325T（6384-Cxx、386SLC、ATバス（ISA）、デスクトップ）
  - 425SX（6384-Fxx、486SX、ATバス（ISA）、デスクトップ）
  - 433DX（6384-Mxx、486DX、ATバス（ISA）、デスクトップ）
  - 466DX2（6384-Wxx、486DX2、ATバス（ISA）、デスクトップ）
- 1993年
  - 466DX2/T（6387-Wxx、486DX2、VLバス、タワー）
  - P60D（6384-1xx、Pentium-60、PCI（ATバス併用）、デスクトップ）
- 1994年
  - 100DX4/TP（6492-Xxx、486DX4-100/50、PCI（ATバス併用）、デスクトップ）

## 関連
- PC/AT互換機
- IBM PS/2
- w:IBM PS/ValuePoint（英語）